# 2002 في سوريا
فيما يلي قوائم الأحداث التي وقعت خلال عام 2002 في سوريا.

## أحداث
- 22 كانون الثاني/يناير : تعيين حسن توركماني رئيساً لأركان الجيش خلفاً لعلي أصلان.
- 26 أيلول: السلطات الأمريكية تقبض على السوري-الكندي ماهر عرار بناء على معلومات خاطئة حول صلته بالقاعدة وترسله إلى سوريا حيث يُسجن 10 أشهر ويتعرض للتعذيب. بعد عودته إلى كندا قام عرار بمقاضاة الحكومة الكندية. في عام 2007 قدمت الحكومة الكندية اعتذاراً رسمياً عن الحادثة وقدمت لعرار تعويضاً له بقيمة 9 ملايين دولار.
- تأسيس الجامعة الافتراضية السورية.
- تأسيس وزارة المغتربين (سوريا).
- افتتاح مطعم بوابة دمشق (مطعم).
- تأسيس جامعة العلوم والفنون في حلب.
- انهيار سد زيزون في 4 حزيران/ يونيو عام 2002، مما أسفر عن مقتل 22 شخصا وتشريد 2,000 وتأثر 10,000 شخص بشكل مباشر.[1]

## رياضة
- بطولة اتحاد غرب آسيا لكرة القدم 2002.

## دراما
- ورود في تربة مالحة.
- السفينة رحلة 13.
- مدام دبليو.
- صراع الزمن.
- الوصية.
- آباء وأمهات.
- وردة لخريف العمر.
- الرحيل إلى الوجه الآخر.
- حنين.
- هولاكو.
- بقعة ضوء 2.
- الفصول الأربعة 2.
- أبناء القهر.
- قلة ذوق وكترة غلبة.
- حديث المرايا.
- صقر قريش.